# Plăieșii
Plăieșii este un ansamblu etnofolcloric creat de Nicolae Gribincea la 15 ianuarie 1989 pe lângă Palatul Republican al Copiilor și Adolescenților din Chișinău, fiind conceput inițial ca un colectiv mixt de cântece și dansuri. În intervalul 1990-1999 a activat pe lângă Liceul Teoretic român-francez Gheorghe Asachi cu numele „Stejăreii”.
Din 1999 până în 2015 a activat cu denumirea „Plăieșii” pe lângă Pretura sectorului Botanica a municipiului Chișinău. Din 2015 și până în prezent activează în calitate de colectiv profesionist în cadrul Direcției Cultură a municipiului Chișinău. La 26 februarie 2014 ansamblul a susținut un concert aniversar, la 25 de ani de activitate, cu genericul „Cât îi omul tinerel” la Palatul Național „Nicolae Sulac” din Chișinău. La 16 februarie 2017, în cadrul unui spectacol susținut la Filarmonica Națională „Serghei Lunchevici”, ansamblul a lansat 2 albume: „La casa cu oameni buni” cu cântece de voie bună și pahar și albumul „Tot cu dragostea și dorul” construit pe lirica de dragoste cântată în grup bărbătesc.
Ansamblul etnofolcloric „Plăieșii” este laureat al mai multor festivaluri raionale, municipal și republicane: „Să trăiți să înfloriți”, „Florile Dalbe”, „V-am ura v-am tot ura”, „La vatra horelor”, „Pentru tine Doamne”, „La onor, la datorie”, „Sună tălăncuțele”, „Aprindeți luminile” etc. A evoluat peste hotarele țării: la Moscova (1989), București, Iași (1996, 1997), Milano (1998), Cernăuți (2008), Vilnius, Padova, Bologna (2016).
În ianuarie 2024, președintele Republicii Moldova a conferit ansamblului titlul onorific „Colectiv Artistic Emerit” „în semn de apreciere a meritelor deosebite în salvgardarea patrimoniului cultural național, pentru contribuție la valorificarea și promovarea folclorului muzical autentic, precum și cu prilejul marcării Zilei Naționale a Culturii”.

## Discografie
- 2019 - Sloboade-ne, gazdă-n casă
- 2018 - Joc și cântec fecioresc
- 2017 - Tot cu dragostea și dorul
- 2016 - La casa cu oameni buni
- 2010 - La omul care mi-i drag
- 2007 - Am venit să colindăm

## Legături externe
- Site oficial
- http://www.mc.gov.md/ro/content/ansamblul-etnofolcloric-plaiesii-la-25-de-ani-de-activitate Arhivat în 5 martie 2017, la Wayback Machine.
- http://altarulcredintei.md/a-fost-sfintit-sediul-ansamblului-etnofolcloric-plaiesii-din-chisinau/
- https://fiipopular.com/tag/ansamblul-etnofolcloric-plaiesii/
- https://doxologia.ro/cuvinte-cheie/ansamblul-etnofolcloric-plaiesii-din-republica-moldova-0
- http://www.muzeu.md/index.php?option=com_content&view=article&id=86%3Anicolae-gribincea-i-formaia-plieii-la-20-de-ani&Itemid=66&lang=